# Ctenorillo kenyensis
Ctenorillo kenyensis är en kräftdjursart som beskrevs av Schmoelzer 1974. Ctenorillo kenyensis ingår i släktet Ctenorillo och familjen Armadillidae. Inga underarter finns listade i Catalogue of Life.